# Nova Mamoré
Nova Mamoré é um município brasileiro do estado de Rondônia.

## História
Com a construção da Estrada de Ferro Madeira-Mamoré (EFMM), no início do Século XX, surgiram várias povoações ao longo do percurso da ferrovia entre Porto Velho e Guajará- Mirim, dentre elas existia a Vila Murtinho que se localizava em frente à foz do rio Beni no rio Mamoré, que a partir dali se juntam para formar o rio Madeira.[carece de fontes?]
No início da década de 60 foi construída a BR-29 (hoje BR-364), que ligaria Brasília ao Acre, última obra de grande vulto do governo do Presidente Juscelino Kubitschek.[carece de fontes?]
A partir da BR-29 (hoje BR-364) surgiu a BR-425 (hoje BR-425 Isaac Bennesby), que liga a Vila de Abunã à cidade de Guajará-Mirim.[carece de fontes?]
A abertura do trecho de estrada que ligaria Porto Velho a Guajará-Mirim e a desativação da Estrada de Ferro Madeira-Mamoré (EFMM), em 1966, provocaram a decadência de Vila Murtinho, que vivia em torno do movimento da ferrovia. Com a abertura do ramal ligando o povoado com a BR-425, os moradores migraram para a margem da rodovia e fundaram uma nova povoação, que chamaram de Boca, Vila e, depois, Vila Nova, por ser recém-formada. Mais tarde chamou-se Núcleo de Vila Nova, mudando, posteriormente, para Distrito de Vila Nova em alusão a Vila Murtinho, que passava a ser a ''Vila Velha''.[carece de fontes?]
O projeto de emancipação tramitou na Assembléia Legislativa do Estado de Rondônia com o nome de Vila Nova, porém, ao ser encaminhado ao IBGE, foi devolvido, porque já existiam unidades político-administrativas no Rio Grande do Sul, em Santa Catarina e no Paraná com o nome escolhido. O deputado Rigomero Agra, autor do projeto, escolheu o nome de Vila Nova do Mamoré em homenagem ao importante rio que banha o município, separa o Brasil da Bolívia e se junta ao rio Beni para formar o rio Madeira.Mamoré, significa mãe dos homens, ou é uma alteração de mamuri, nome de um peixe comum na região, também conhecido como matrinchã.[carece de fontes?]
Com o nome de Vila Nova do Mamoré o município foi criado em 6 de julho de 1988, através da Lei Nº 207, assinada pelo governador Jerônimo Garcia de Santana, com área desmembrada do Município de Guajará-Mirim, foi revogada a Lei nº 202, de 15 de junho de 1988.[carece de fontes?]
Por iniciativa da Câmara Municipal local, o nome do município foi mudado para Nova Mamoré, através da lei municipal Nº 081, de 13 de setembro de 1991, assinada pelo então prefeito José Brasileiro Uchôa.[carece de fontes?]
A mudança do nome do ente político pelo Legislativo Municipal acabou não produzindo efeitos jurídicos, pelo que ela acabou sendo considerada inválida por ofender uma competência que a legislação conferia ao Poder Legislativo estadual. Por este motivo, o nome de Vila Nova Mamoré acabou sendo mudado oficialmente para Nova Mamoré somente no dia 17 de dezembro de 1993, quando a Assembléia Legislativa de Rondônia aprovou a lei estadual nº 531/1993.[carece de fontes?]

## Geografia
Localiza-se a uma latitude 10º24'07" sul e a uma longitude 65º19'36" oeste, estando a uma altitude de 134 metros. Sua população, conforme o censo do IBGE de 2010 é de 22.546 habitantes, enquanto que sua área territorial é de 10.113,4 km².[carece de fontes?]
Os limites municipais são: 
- Norte: Porto Velho
- Sul: Guajará-Mirim
- Leste: Campo Novo de Rondônia
- Oeste: República da Bolívia

### Vegetação
A vegetação no município de Nova Mamoré apresenta três tipos de mata: Mata de Terra Firme (madeira de lei como mogno, cedro, angelim e outras), Mata de Várzea e Mata de Igapó (vegetação aquática).[carece de fontes?]

### Problemas socioambientais
Devido aos altos índices de devastação florestal, em 9 de novembro de 2023, o município de Nova Mamoré foi incluído na relação de municípios situados no bioma Amazônia considerados prioritários pelo governo federal para ações de prevenção, controle e redução dos desmatamentos e degradação florestal.

## Política e administração
Sendo um município do Brasil, Nova Mamoré é administrada por dois poderes, o executivo e o legislativo, independentes e harmônicos entre si. O primeiro é representado pelo prefeito, auxiliado pelo seu gabinete de secretários e eleito pelo voto popular para um mandato de quatro anos, sendo permitida uma única reeleição para mais um mandato consecutivo, enquanto que o segundo é representado pela Câmara Municipal de Nova Mamoré, órgão colegiado de representação dos munícipes que é composto por vereadores também eleitos por sufrágio universal.
As atuais autoridades que ocupam cargos da organização político-administrativa de Nova Mamoré são as seguintes (data: 12 de novembro de 2023):
- Prefeito: Marcelio Rodrigues Uchoa "Marcélio Brasileiro" - UNIÃO (2021/-)[6]
- Vice-prefeito: Sérgio Bermond Varotti - PODE (2021/-)[6]
- Presidente da Câmara: André Luiz Baier "André do Sindicato" - PT (2021/-).[6][7]

## Organização territorial
A organização do território do município de Nova Mamoré é composta pela cidade que sedia o município, os núcleos populacionais na zona rural e as terras indígenas.

### Subdivisões administrativas
Além da sede, o município de Nova Mamoré possui os seguintes Distritos[carece de fontes?]: 
- Araras;
- Jascynópolis;
- Nova Dimensão; e
- Palmeiras.

### Terras Indígenas
O município de Nova Mamoré possui terras indígenas demarcadas, com destaque para:
- Terra Indígena Igarapé Ribeirão (pertencente ao povo Wari')[8]